# دالیا هرتز
دالیا هرتز (عبری: דליה הרץ‎; متولد سال ۱۹۴۲ تل آویو) شاعر اسرائیلی است.
هرتز فارغ التحصیل کارشناسی ارشد رشته فلسفه از دانشگاه تل آویو است. دالیا چندین سال به تدریس فلسفه مشغول بوده‌است. وی برنامه‌های ادبی برای رادیو اسرائیل تنظیم می‌کرده و در کنار آن شعر و دو نمایش هم به چاپ رسانده‌است. یکی از این نمایشها «لویی» (Louie) نام دارد، که بعدها در قالب یک اپرا با تنظیم مناخیم آویدوم اجرا شد.
اولین کتاب شعر او در سال ۱۹۶۱ منتشر شد.